# Zur russischen Revolution
Zur russischen Revolution (auch Die Russische Revolution) ist ein unvollendetes Manuskript  von Rosa Luxemburg von 1918. Sie setzte sich darin kritisch mit der Entwicklung in Sowjetrussland  nach dem Oktoberumsturz von 1917 auseinander. Es wurde erstmals 1922 von Paul Levi veröffentlicht.

## Hintergründe

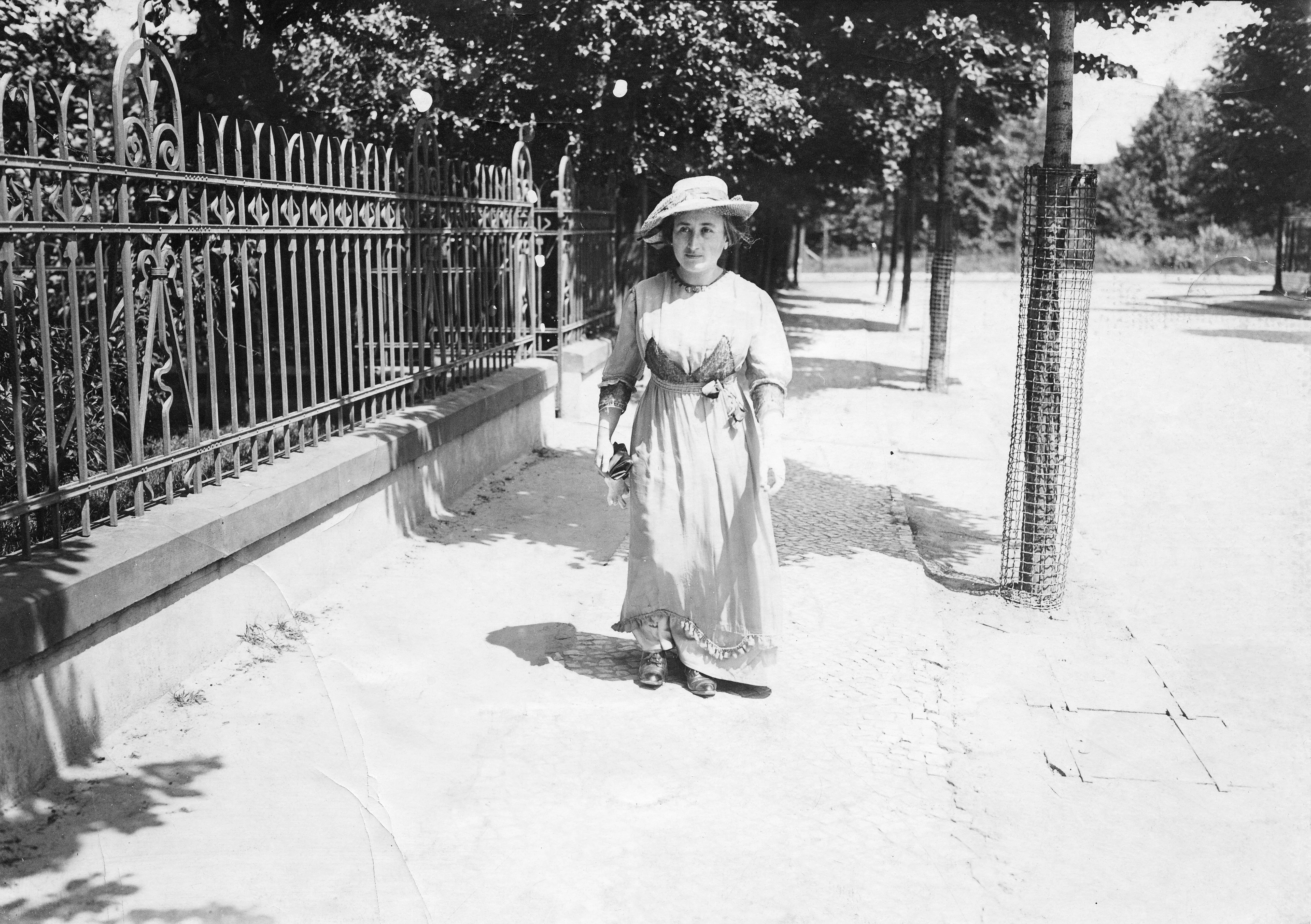
Rosa Luxemburg (vor 1916)

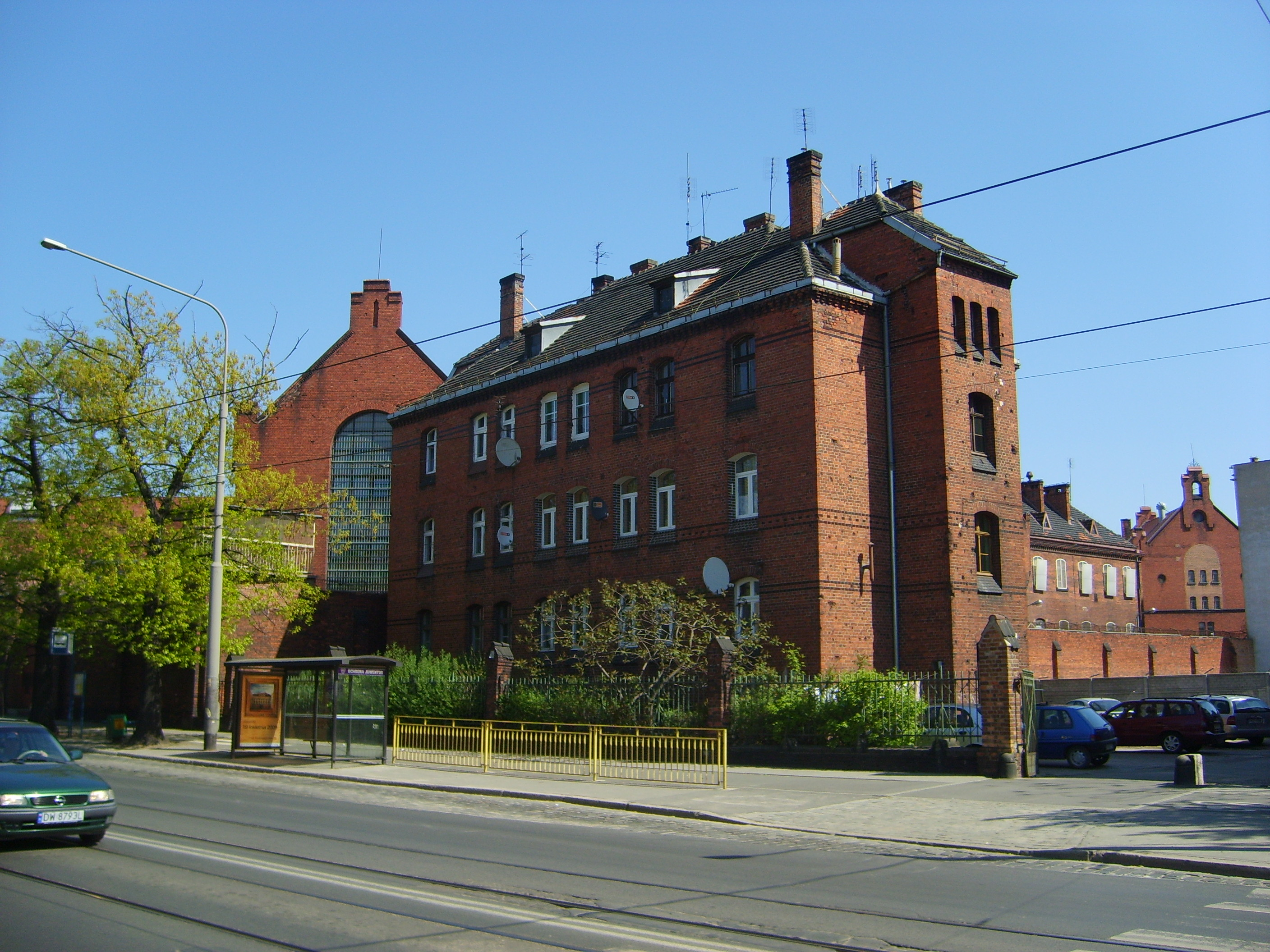
Gefängnisgebäude in Breslau

Im Sommer 1918 verfasste Luxemburg mehrere kritische Artikel über die Entwicklung in Sowjetrussland für die Spartakusbriefe, die sie aber auf Anraten mehrerer Freunde nicht veröffentlichte, um die dortige Entwicklung nicht zu diskreditieren. Sie selbst saß zu dieser Zeit im Gefängnis in Breslau in Schutzhaft für die Zeit des Ersten Weltkrieges, auf Anordnung der Obersten Heeresleitung.
Stattdessen fasste sie im Herbst 1918 ihre Gedanken zu einem umfassenden Text zusammen. Die Informationen dafür hatte sie aus deutschen Zeitungen, sowie aus russischen Veröffentlichungen, die sie in das Gefängnis geschmuggelt bekam.

## Inhalt
Der Text wurde auf 114 handgeschriebene Zettel geschrieben, mit einigen zusätzlichen Anmerkungen an den Seitenrändern. 
Rosa Luxemburg lobte darin den Oktoberumsturz von 1917  als erste erfolgreiche sozialistische Revolution und betonte, dass sie die Art der Machtergreifung durch revolutionäre Massen für richtig hielt.
Andererseits kritisierte sie aber verschiedene Einzelaspekte. Die Agrarreform hielt sie für einen großen Fehler. Bei dieser war ehemaliger Großgrundbesitz an viele Kleinbauern verteilt worden, was sie für einen ökonomischen und technischen Rückschritt hielt.
Außerdem ziehe sich die Partei damit eine starke Schicht neuer Feinde heran,  die ihr neues Eigentum gegen spätere Eingriffe „mit Zähnen und Nägeln“ verteidigen würde.
Rosa Luxemburg kritisierte auch  scharf eine neu entstandene Parteidespotie, die meinte, das Land nach ihren Vorstellungen regieren zu können.
Dem stellte sie ihr Konzept einer sozialistischen Demokratie entgegen. Diese lebe von den schöpferischen Ideen und Aktivitäten der proletarischen Massen. Die erfolgreiche Entwicklung der sozialistischen Gesellschaft könne nur in einem kollektiven Prozess gestaltet werden. 
Dieses letzte vierte Kapitel enthält viele markante Zitate, die anschaulich die Probleme einer zentralistischen Einparteiendiktatur beschreiben, und außerdem für eine schöpferische Beteiligung von großen Teilen der Bevölkerung werben. Am bekanntesten wurde die Randnotiz Freiheit ist immer Freiheit der Andersdenkenden.

## Wirkungsgeschichte
Rosa Luxemburg beendete diesen Text nicht ganz. Anfang November 1918 wurde sie aus dem Gefängnis entlassen. Danach schrieb sie  noch einige Artikel für die KPD-Zeitung Die Rote Fahne und wurde dann nach dem missglückten Spartakusaufstand im Januar 1919 ermordet. 
Ihr Vertrauter Paul Levi veröffentlichte den Text im Januar 1922, nachdem er im Vorjahr als KPD-Vorsitzender abgesetzt worden war.  Er wollte damit auch gegen diktatorische Tendenzen in der kommunistischen Bewegung aufmerksam machen. Nach dem Erscheinen gab es heftige Kritik und er wurde aus der Partei ausgeschlossen. 
Clara Zetkin verfasste noch 1922 eine ausführliche kritische Entgegnung, in der sie auch behauptete, Rosa Luxemburg habe nach ihrer Entlassung 1918 ihre Irrtümer wieder korrigiert. Auch der ungarische Theoretiker Georg Lukács verfasste eine ablehnende Schrift, Lenin bezeichnete ihre Ansichten später ebenfalls als Irrtümer.
In der jungen DDR verfasste der marxistische Philosoph Fred Oelßner 1951 eine umfangreiche Biographie zu Rosa Luxemburg. Darin trennte er das Leben der hervorragenden Revolutionärin von deren teilweise fehlerhaften Ansichten, wie es schon Lenin vorher formuliert hatte. Diese Ansicht blieb dann in der DDR die offizielle Meinung zu ihr.
In Polen gab es nach der Machtübernahme von Gomulka 1956 den Versuch, eine Übersetzung der Schrift über die russische Revolution zu veröffentlichen, was dann aber noch verhindert wurde. In der westdeutschen linken Studentenbewegung der 1960er Jahre wurde das Buch interessiert zur Kenntnis genommen.
1974 erschien der Text erstmals in der DDR in den Gesammelten Werken, wurde dort aber mit ausführlichen Erläuterungen zu angeblichen Irrtümern Luxemburgs versehen. 1988 versuchten zahlreiche Oppositionelle bei der alljährlichen Liebknecht-Luxemburg-Demonstration in Ost-Berlin mit Plakaten teilzunehmen, die Zitate aus diesem Buch trugen. Darauf reagierten die DDR-Siherheitskräfte mit Massenverhaftungen, Ausweisungen und Gefängnisstrafen. Seit dieser Zeit war zumindest das Zitat Freiheit ist immer Freiheit der Andersdenkenden in Ost- und Westdeutschland allgemein bekannt.
Nach 1989 wurde Rosa Luxemburg mit ihren Ideen zu einem Vorbild vieler Linker.

## Zitate
I. Teil
Am Anfang des Textes erklärte Rosa Luxemburg nach dem Lob auf die erfolgreiche Oktoberrevolution

„Es ist klar, daß nicht kritikloses Apologetentum, sondern nur eingehende nachdenkliche Kritik imstande ist, die Schätze an Erfahrungen und Lehren zu heben.“

IV. Teil
Im letzten Teil des Buches wies Rosa Luxemburg auf die Vorzüge der sozialistischen Demokratie

„Und je demokratischer die Institution, je lebendiger und kräftiger der Pulsschlag des politischen Lebens der Masse ist, um so unmittelbarer und genauer ist die Wirkung (...) Nur ist das Heilmittel, das Trotzki und Lenin gefunden: die Beseitigung der Demokratie überhaupt, noch schlimmer als das Übel, dem es steuern soll: es verschüttet nämlich den lebendigen Quell selbst, aus dem heraus alle angeborenen Unzulänglichkeiten der sozialen Institutionen allein korrigiert werden können. Das aktive, ungehemmte, energische politische Leben der breitesten Volksmassen.“

Im Extremfall hielt sie allerdings auch die Anwendung von struktureller Gewalt für angemessen.

„Als der ganze Mittelstand, die bürgerliche und kleinbürgerliche Intelligenz nach der Oktoberrevolution die Sowjetregierung monatelang boykottierten, den Eisenbahn-, Post- und Telegraphenverkehr, den Schulbetrieb, den Verwaltungsapparat lahmlegten und sich auf diese Weise gegen die Arbeiterregierung auflehnten, da waren selbstverständlich alle Maßregeln des Druckes gegen sie: durch Entziehung politischer Rechte, wirtschaftlicher Existenzmittel etc. geboten, um den Widerstand mit eiserner Faust zu brechen. Da kam eben die sozialistische Diktatur zum Ausdruck, die vor keinem Machtaufgebot zurückschrecken darf, um bestimmte Maßnahmen im Interesse des Ganzen zu erzwingen oder zu verhindern.“

Für den Aufbau einer Gesellschaft sind kreative und freie Beteiligung unerlässlich. 

„(...) dann ist es klar, daß der Sozialismus sich seiner Natur nach nicht oktroyieren läßt, durch Ukase einführen. (...)  Das Negative, den Abbau kann man dekretieren, den Aufbau, das Positive nicht. Neuland. Tausend Probleme. Nur Erfahrung ist imstande, zu korrigieren und neue Wege zu eröffnen. Nur ungehemmt schäumendes Leben verfällt auf tausend neue Formen, Improvisationen, erhält schöpferische Kraft, korrigiert selbst alle Fehlgriffe.“

Und

„Dekret, diktatorische Gewalt der Fabrikaufseher, drakonische Strafen, Schreckensherrschaft, das sind alles Palliative. Der einzige Weg zur Wiedergeburt ist die Schule des öffentlichen Lebens selbst, uneingeschränkteste breiteste Demokratie, öffentliche Meinung. Gerade die Schreckensherrschaft demoralisiert.“

Zur sozialistischen Demokratie bemerkte sie

„Ohne allgemeine Wahlen, ungehemmte Presse- und Versammlungsfreiheit, freien Meinungskampf erstirbt das Leben in jeder der öffentlichen Institution, wird zum Scheinleben, in der die Bürokratie allein das tätige Element bleibt. Das öffentliche Leben schläft allmählich ein, einige Dutzend Parteiführer von unerschöpflicher Energie und grenzenlosem Idealismus dirigieren und regieren, (...) und eine Elite der Arbeiterschaft wird von Zeit zu Zeit zu Versammlungen aufgeboten, um den Reden der Führer Beifall zu klatschen, vorgelegten Resolutionen einstimmig zuzustimmen, im Grunde also eine Cliquenwirtschaft (...)“

Das bekannteste Zitat des Buches ist in einer Randnotiz vermerkt

„Freiheit nur für die Anhänger der Regierung, nur für Mitglieder einer Partei – mögen sie noch so zahlreich sein – ist keine Freiheit. Freiheit ist immer Freiheit der Andersdenkenden.“

## Ausgaben (Auswahl)
Deutsche Ausgaben
- Die Russische Revolution. Eine kritische Würdigung. Aus dem Nachlass von Rosa Luxemburg, herausgegeben von Paul Levi, [Berlin-Fichtenau] 1922, S. 67–120 Digitalisat Digitalisat
- Die Russische Revolution. Erste vollständige Ausgabe. Paris 1938, Nach der Ausgabe von Paul Levi
- Die russische Revolution, Hamburg 1948
- Die russische Revolution, Frankfurt a. M. 1963
- Die russische Revolution, Hamburg 1970
- Rosa Luxemburg. Gesammelte Werke. Band IV. August 1914 bis Januar 1919. Dietz, Berlin 1974
- Rosa Luxemburg und die Freiheit der Andersdenkenden, herausgegeben von Annelies Kaschnitza, Dietz, Berlin 1990, S. 114–163
- Breslauer Gefängnismanuskripte zur Russischen Revolution. Textkritische Ausgabe. Rosa-Luxemburg-Stiftung Sachsen 2007
- Die Russische Revolution. Neuausgabe. Herausgegeben von Jörn Schütrumpf, VSA, Hamburg 2022, S. 41–76

Übersetzungen
Es gab Übersetzungen ins Italienische, Englische, Französische, Spanische, Schwedische, Russische (1990), Griechische, Türkische und weitere Sprachen.
Onlinefassungen
- Manuskript zur Russischen Revolution Rosa-Luxemburg-Stiftung
- Zur russischen Revolution Marxists Internet Archive